# Jean-Christophe Ammann
Jean-Christophe Ammann, född 14 januari 1939 i Berlin, död 13 september 2015 i Frankfurt am Main, var en schweizisk konsthistoriker och kurator.
Jean-Christophe Ammann var son till en kemist och växte upp i den tyskspråkiga delen av Fribourg. Han utbildade sig i konsthistoria, arkeologi och litteraturhistoria. Han disputerade 1966 på Universität Fribourg på en avhandling om Louis Moilliet. Han var mellan 1967 och 1968 medarbetare till Harald Szeemann på Kunsthalle Bern och därefter chef för Kunstmuseum Luzern till 1977. År 1972 var han medarbetare till Harald Szeemann vid iordningställandet av documenta 5. År 1978 blev han chef för Kunsthalle Basel och 1989 förste chef för Museum für Moderne Kunst i Frankfurt am Main i Tyskland, som han ledde till 2001.
Han undervisade från 1992 på universiteten i Frankfurt am Main och Giessen och var från 1998 professor vid Universität Frankfurt am Main.
Jean-Christophe Ammann var gift med konstnären Judith Ammann.